# Melanagromyza subpubescens
Melanagromyza subpubescens este o specie de muște din genul Melanagromyza, familia Agromyzidae, descrisă de Mitsuhiro Sasakawa în anul 1956. Conform Catalogue of Life specia Melanagromyza subpubescens nu are subspecii cunoscute.